# Anna Kournikova
Anna Sergeyevna Kournikova Iglesias (nacida Anna Sergeyevna Kournikova, en ruso: Анна Сергеевна Курникова, Anna Serguéyevna Kúrnikova; Moscú, 7 de junio de 1981) es una extenista y modelo rusa.

## Biografía
Nacida en Rusia, Kournikova dejó Moscú a los 9 años de edad para ir a la academia de tenis de Nick Bollettieri en Florida, Estados Unidos, la misma academia que creó a los campeones Monica Seles y Andre Agassi. A finales de 1995 ya estaba entre las mejores en el ranking mundial de categoría juvenil, poco después de que Martina Hingis entrara en el ranking profesional.
Kournikova se convirtió en profesional en 1996, y compitió en su primer Grand Slam en el Abierto de Estados Unidos de ese mismo año. Anna progresó extraordinariamente bien, derrotando a bastantes jugadoras antes de caer finalmente contra la eventual campeona Steffi Graf en 4.ª ronda.
En 1997 confirmó su posición entre las mejores jugadoras del mundo, con el añadido de llegar hasta la ronda de semifinales en su primer torneo de Wimbledon como jugadora profesional. Ese año experimentó una gran subida en los rankings, aumentando notablemente su prestigio al llegar a la final del prestigioso torneo Lipton, derrotando consecutivamente a cuatro de las 10 mejores jugadoras del momento durante el torneo. También mantuvo un maravilloso récord de no haber perdido con ninguna jugadora situada a partir del puesto 15 (o con menor ranking que el suyo) desde el comienzo de 1997.
Anna Kournikova dice que su juego no es imitación al de ninguna jugadora, aunque menciona a Graf y a Seles como jugadoras de las cuales aprendió mucho mirándolas por la televisión.

### Vida personal
Su pareja es el cantante español Enrique Iglesias desde el año 2001, con quien tuvo mellizos, Nicholas y Lucy, en 2017. El 30 de enero de 2020 se confirmó el nacimiento de su tercera hija Mary.
Es prima del tenista kazajo Yevgueni Koroliov. Además, por su matrimonio es nuera del cantante Julio Iglesias y la socialité Isabel Preysler, cuñada de la presentadora Chábeli Iglesias, el cantante Julio Iglesias Jr. y la aristócrata Tamara Falcó, y concuñada del tenista Fernando Verdasco.

### Individuales (0)

Kournikova jugando tenis.

## Títulos[4]

### Dobles (16)
| Leyenda               |
| Grand Slam (2)        |
| WTA Championships (2) |
| Tier I Event (6)      |
| WTA Tour (2)          |

| N.º | Fecha                    | Torneo                             | Superficie    | Pareja          | Oponentes en la final                      | Resultado        |
| --- | ------------------------ | ---------------------------------- | ------------- | --------------- | ------------------------------------------ | ---------------- |
| 1.  | 27 de septiembre de 1998 | Tokio                              | Dura          | Monica Seles    | Mary Joe Fernández Arantxa Sánchez Vicario | 6-4, 6-4         |
| 2.  | 31 de enero de 1999      | Abierto de Australia, Melbourne    | Dura          | Martina Hingis  | Lindsay Davenport Natasha Zvereva          | 7-5, 6-3         |
| 3.  | 14 de marzo de 1999      | Indian Wells                       | Dura          | Martina Hingis  | Mary Joe Fernández Jana Novotná            | 6-2, 6-2         |
| 4.  | 9 de mayo de 1999        | Roma                               | Tierra batida | Martina Hingis  | Alexandra Fusai Nathalie Tauziat           | 6-2, 6-2         |
| 5.  | 20 de junio de 1999      | Eastbourne                         | Césped        | Martina Hingis  | Jana Novotná Natasha Zvereva               | 6-4, retiradas   |
| 6.  | 21 de noviembre de 1999  | WTA Tour Championships, Nueva York | Moqueta       | Martina Hingis  | Arantxa Sánchez Vicario Larisa Neiland     | 6-4, 6-4         |
| 7.  | 3 de enero de 2000       | Costa Dorada                       | Dura          | Julie Halard    | Sabine Appelmans Rita Grande               | 6-3, 6-0         |
| 8.  | 7 de mayo de 2000        | Hamburgo                           | Tierra batida | Natasha Zvereva | Nicole Arendt Manon Bollegraf              | 6-7(5), 6-2, 6-4 |
| 9.  | 8 de octubre de 2000     | Filderstadt                        | Dura (indoor) | Martina Hingis  | Arantxa Sánchez Vicario Barbara Schett     | 6-4, 6-2         |
| 10. | 15 de octubre de 2000    | Zúrich                             | Moqueta       | Martina Hingis  | Kimberly Po Anne-Gaëlle Sidot              | 6-3, 6-4         |
| 11. | 12 de noviembre de 2000  | Filadelfia                         | Moqueta       | Martina Hingis  | Lisa Raymond Rennae Stubbs                 | 6-2, 7-5         |
| 12. | 19 de noviembre de 2000  | WTA Tour Championships, Nueva York | Moqueta       | Martina Hingis  | Nicole Arendt Manon Bollegraf              | 6-2, 6-3         |
| 13. | 14 de enero de 2001      | Sídney                             | Dura          | Barbara Schett  | Lisa Raymond Rennae Stubbs                 | 6-2, 7-5         |
| 14. | 7 de octubre de 2001     | Moscú                              | Moqueta       | Martina Hingis  | Yelena Deméntieva Lina Krasnorútskaya      | 7-6, 6-3         |
| 15. | 27 de enero de 2002      | Abierto de Australia, Melbourne    | Dura          | Martina Hingis  | Daniela Hantuchová Arantxa Sánchez Vicario | 6-2, 6-7, 6-1    |
| 16. | 15 de septiembre de 2002 | Shanghái                           | Dura          | Janet Lee       | Ai Sugiyama Rika Fujiwara                  | 7-5, 6-3         |

## Finalista

### Individuales (4)
- 1998: Miami (pierde contra Venus Williams)
- 1999: Hilton Head (pierde contra Martina Hingis)
- 2000: Moscú (pierde contra Martina Hingis)
- 2002: Shanghái (pierde contra Anna Smashnova)

### Dobles (12)
- 1995: Moscú (con Aleksandra Olsza)
- 1998: París (con Larisa Neiland)
- 1998: Linz (con Larisa Neiland)
- 1998: Filderstadt (con Arantxa Sánchez Vicario)
- 1999: French Open (con Martina Hingis)
- 1999: Stanford (con Yelena Líjovtseva)
- 2000: Indian Wells (con Natasha Zvereva)
- 2000: San Diego (con Lindsay Davenport)
- 2000: Moscú (con Martina Hingis)
- 2001: Tokio (con Iroda Tuliáganova)
- 2001: San Diego (con Martina Hingis)
- 2002: Sydney (con Martina Hingis)

### Dobles mixtos (2)
- 1999: Wimbledon (con Jonas Björkman)
- 2000: U.S. Open (con Max Mirnyi)

## Destacados

Kournikova con Hingis (2002).

- En 1998 ganó a seis jugadoras que estaban entre las Top 10 y se ubicó en el número 10 del ranking de la WTA.[5]
- Su primer torneo profesional lo ganó en el torneo de dobles de Tokio en 1998, haciendo pareja con Monica Seles.[6]
- En 1997, se convirtió en la segunda mujer que, en la Era Open conseguía alcanzar las semifinales de Wimbledon en su debut en el torneo (algo que ya había logrado Chris Evert en 1972).[7]